# Stanford Moore
Stanford Moore (4.9.1913 – 23.8.1982) là nhà hóa sinh người Mỹ, đã đoạt Giải Nobel Hóa học năm 1972 chung với Christian B. Anfinsen và William Howard Stein, cho công trình nghiên cứu ở Đại học Rockefeller về cấu trúc của enzym ribonuclease và việc tìm hiểu sự kết nối giữa cấu trúc hóa học và hoạt động xúc tác của phân tử ribonuclease.

## Cuộc đời và Sự nghiệp
Moore sinh năm 1913 tại Chicago, Illinois, nhưng lớn lên ở Nashville, Tennessee. Ông theo học trường Peabody Demonstration School, nay là "University School of Nashville", sau đó học ở Đại học Vanderbilt, tốt nghiệp hạng tối ưu năm 1935. Ông đậu bằng tiến sĩ môn hóa hữu cơ ở Đại học Wisconsin–Madison năm 1938. Sau đó Moore vào làm việc ở Viện Rockefeller, sau này trở thành Đại học Rockefeller, nơi ông hầu như làm việc cho tới khi nghỉ hưu, ngoại trừ thời gian phục vụ chính phủ trong Chiến tranh thế giới thứ hai. Ông trở thành giáo sư môn Hóa sinh từ năm 1952.
Năm 1958 ông và William Howard Stein phát triển máy phân tích amino acid tự động đầu tiên, máy tạo điều kiện dễ dàng cho việc xác định các chuỗi protein. Năm 1959, Moore và Stein công bố việc xác định đầu tiên chuỗi amino acid hoàn chỉnh của một enzym ribonuclease; công trình này đã được trích dẫn trong giải thưởng Nobel.